# Paulingova stupnice

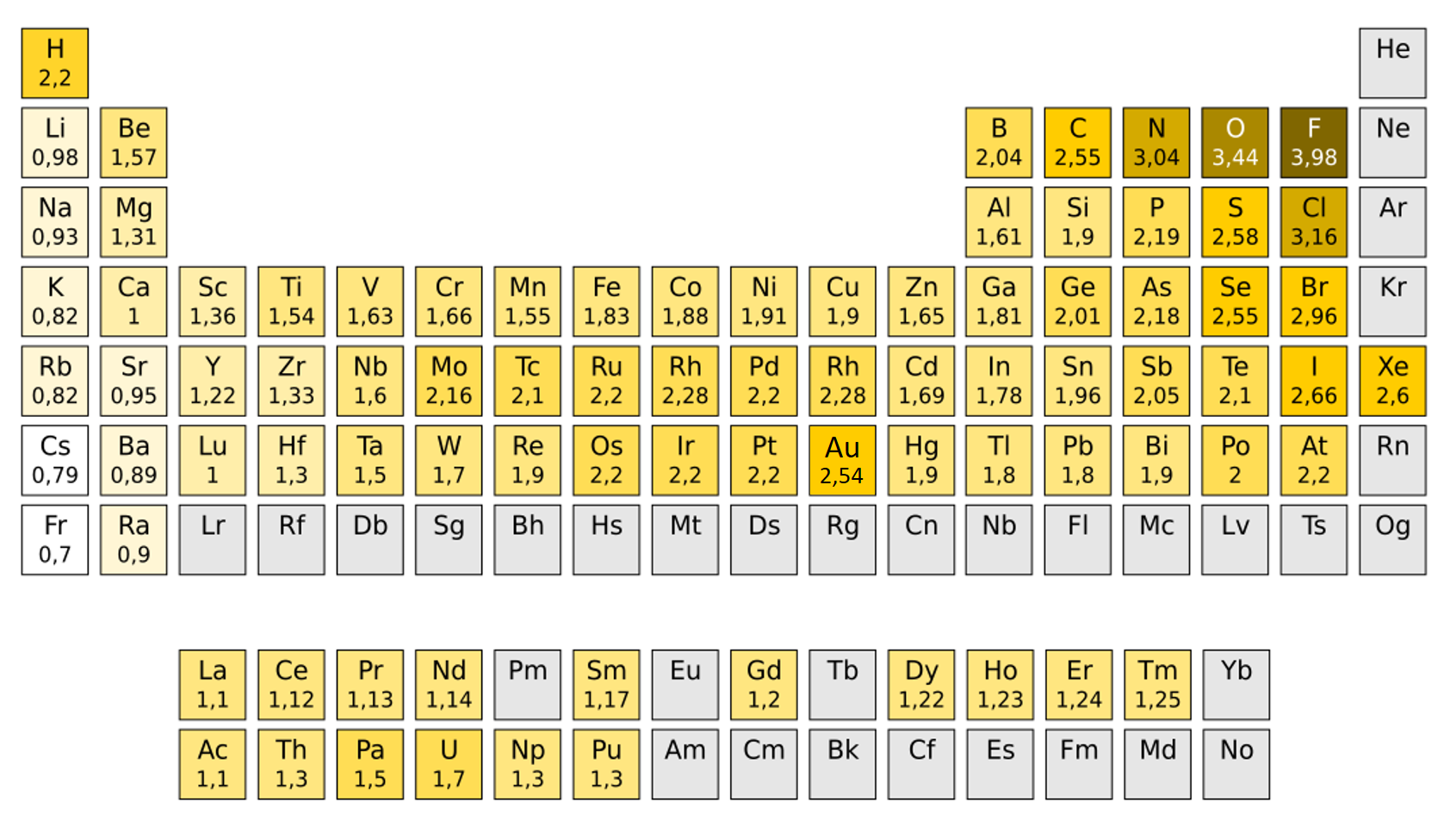
Elektronegativita vyznačená v periodické soustavě prvků.

Paulingova stupnice byla navržena v roce 1932 Linusem Paulingem. V této stupnici má nejelektronegativnější prvek (fluor) hodnotu elektronegativity 3,98 (v učebnicích se často uvádí hodnota 4,0); nejméně elektronegativní prvek (francium) má hodnotu 0,7, ostatní prvky mají elektronegativitu mezi těmito krajními hodnotami. V Paulingově stupnici lze vodíku libovolně přiřadit hodnotu 2,1 nebo 2,2.